# Mururoa
Mururoa (tudi Moruroa) ( 21°50′S, 138°55′W) je atol v otočju Tuamotu v Francoski Polineziji v južnem delu Tihega oceana. Med letoma 1966 in 1996 je bil prizorišče testiranja jedrskega orožja francoske vojske.